# Корпус армейской авиации Великобритании
Корпус армейской авиации (англ. Army Air Corps / AAC) — род войск Британской армии, соответствующий авиации сухопутных войск. Образован в 1942 году во время Второй мировой войны путём объединения различных воздушных частей Британской армии. В наши дни насчитывает восемь полков (семь регулярных и один резервный), четыре отдельных звена и две отдельных эскадрильи, которые поддерживают Британскую армию в операциях. Базируются в Великобритании, Брунее, Канаде и Германии. Некоторые эскадрильи обеспечивают поддержку с воздуха 16-й десантно-штурмовой бригаде при помощи Объединённого вертолётного командования. По уровню важности находится ниже Особой воздушной службы и выше Особого разведывательного полка.

## История

### 1942—1949
В XIX веке британцы стали впервые использовать наблюдательные аэростаты и монгольферы. В 1911 году был основан Воздушный батальон Корпуса королевских инженеров — первое подразделение, на вооружении которого были летательные аппараты тяжелее воздуха. В 1912 году он был расширен до Военного крыла Королевского лётного корпуса и участвовал в Первой мировой войне. 1 апреля 1918 года батальон объединился с Авиационной службой королевских ВМС, и так были образованы Королевские военно-воздушные силы Великобритании. В межвоенные годы Британская армия включала в свой состав эскадрильи ВВС для совместных действий.
В начале Второй мировой войны офицеры Королевского полка артиллерии с помощью сотрудников ВВС смогли запустить наблюдательный самолёт производства Auster, который использовался 12 эскадрильями постов воздушного наблюдения (из них — три эскадрильи Королевских ВВС Канады) во многих миссиях на множестве театров военных действий. Собственно в 1942 году началось образование Корпуса армейской авиации по распоряжению Уинстона Черчилля. В состав корпуса вошли Полк пилотов планеров, несколько батальонов Парашютного полка), воздушно-десантных полков и эскадрилий Постов воздушного наблюдения. В 1944 году в состав корпуса вошёл полк Особой воздушной службы.
Одна из наиболее успешных операций Корпуса армейской авиации — операция «Дэдстик» и атака на мост Пегаса, которые произошли 6 июня 1944 года перед высадкой в Нормандии. После приземления трёх планеров пилоты присоединились к пехотным частям Оксфордширского и Букингемширского лёгкого пехотного полка. Мост был захвачен за 10 минут, и в дальнейшем войска сдерживали многочисленные натиски немцев. На помощь пехоте пришли войска 1-й бригады особого назначения под командованием Саймона Фрейзера и волынщика Билла Миллина, а также 3-й пехотной дивизии.
В 1949 году был расформирован Корпус армейской авиации: Особая воздушная служба стала независимой, а Парашютный полк и Полк пилотов планеров вошли в состав Корпуса пилотов планеров и парашютистов. Пилоты, управлявшие планерами, пересели за штурвалы самолётов и вошли в эскадрильи Постов воздушного наблюдения, которыми командовали и резервисты ВВС.

### 1957 — настоящее время
В 1957 году Корпус пилотов планеров и парашютистов был переименован в Парашютный полк, а Полк пилотов планеров и Эскадрильи воздушного наблюдения объединились в Корпус армейской авиации. С 1970 года в каждой армейской бригаде была одна эскадрилья армейской авиации численностью 12 единиц. Основными единицами техники считались вертолёты общего назначения типа Westland Scout или Bell Sioux. В 1973 году вертолёты Sioux стали заменяться Westland Gazelle и вооружаться 68-мм ракетными установками SNEB с 1982 года (они применялись в Фолклендской войне). С 1978 года вертолёты Scout заменялись Westland Lynx, которые оказывали огневую поддержку благодаря наличию стрелков на борту.
В 1970-е годы обучение велось на вертолётах Bell Sioux, в 1980-е и 1990-е — на Westland Gazelle, в настоящее время ведётся на Eurocopter AS350 Squirrel. Разведку и связь осуществляли аппараты с неподвижным крылом типов Auster AOP.6 и AOP.9 и DHC-2 Beaver AL.1. С 1989 года используются как наблюдательные и лёгкие транспортные самолёты типов Britten-Norman Islander и Defender. Корпус использовал учебные самолёты DHC-1 Chipmunk T.10, которые были затем заменены в 1990-е годы на Slingsby T67 Firefly, а в 2010 году — на Grob Tutor.

#### Холодная война
Во время Холодной войны большая часть Корпуса армейской авиации была сосредоточена в Германии и входила в Группу британских войск на Рейне. В конце 1989 года структура Корпуса армейской авиации была следующей:
- Корпус армейской авиации, Миддл-Уоллоп[англ.]
  - 1-е крыло[англ.], Казармы Хобарт[англ.], Детмольд, ФРГ (оперативное управление 1-го армейского корпуса[англ.]) — расформировано к концу 1989 года
    - 1-й полк[англ.], Казармы Тофрек[англ.], Хильдесхайм, ФРГ (поддержка 1-й бронетанковой дивизии)
      - 651-я эскадрилья[англ.] (противотанковая, 4 вертолёта Gazelle AH.1, 12 вертолётов Lynx AH.7 (TOW))
      - 652-я эскадрилья[англ.] (противотанковая, 4 вертолёта Gazelle AH.1, 12 вертолётов Lynx AH.7 (TOW))
      - 661-я эскадрилья[англ.] (разведывательная, 12 вертолётов Gazelle AH.1)

    - 3-й полк[англ.], Казармы Саламанка[англ.], Зост, ФРГ (поддержка 3-й бронетанковой дивизии)
      - 653-я эскадрилья[англ.] (противотанковая, 4 вертолёта Gazelle AH.1, 12 вертолётов Lynx AH.7 (TOW))
      - 662-я эскадрилья[англ.] (разведывательная, 12 вертолётов Gazelle AH.1)
      - 663-я эскадрилья[англ.] (разведывательная, 12 вертолётов Gazelle AH.1)

    - 4-й полк[англ.], Казармы Хобарт[англ.], Детмольд, ФРГ (поддержка 4-й пехотной дивизии)
      - 654-я эскадрилья[англ.] (противотанковая, 4 вертолёта Gazelle AH.1, 12 вертолётов Lynx AH.7 (TOW))
      - 659-я эскадрилья[англ.] (противотанковая, 4 вертолёта Gazelle AH.1, 12 вертолётов Lynx AH.7 (TOW))
      - 669-я эскадрилья[англ.] (разведывательная, 12 вертолётов Gazelle AH.1)

  - 2-е крыло[англ.], Нетеравон[англ.], Великобритания — расформировано к концу 1989 года
    - Североирландский полк[англ.], Элдергроув[англ.], Великобритания (позже переименован в 5-й полк[англ.])
      - 655-я эскадрилья[англ.], Балликелли[англ.], Великобритания (противотанковая, 4 вертолёта Gazelle AH.1, 12 вертолётов Lynx AH.7, поддержка 2-й пехотной дивизии)
      - 665-я эскадрилья[англ.] (16 вертолётов Gazelle AH.1, поддержка штаба в Северной Ирландии[англ.])
      - 1-е звено[англ.] (разведывательное, 4 самолёта DHC-2 Beaver AOP)

    - 7-й полк[англ.], Нетеравон[англ.], Великобритания
      - 656-я эскадрилья[англ.] (противотанковая, 4 вертолёта Gazelle AH.1, 12 вертолётов Lynx AH.7, поддержка 1-й пехотной бригады)
      - 666-я эскадрилья[англ.] (Территориальная армия, внутренние войска, 12 вертолётов Gazelle AH.1)
      - 2-е звено[англ.] (4 вертолёта Gazelle AH.1, поддержка AMF(L)[англ.])

    - 657-я эскадрилья[англ.], Колчестер, Великобритания (противотанковая, 4 вертолёта Gazelle AH.1, 12 вертолётов Lynx AH.7, поддержка 9-й пехотной бригады) — с июля 1990 года в составе 9-го полка Корпуса армейской авиации

  - 9-й полк[англ.], Топклифф[англ.] (часть 24-й аэромобильной бригады)
    - 672-я эскадрилья[англ.] (лёгкая боевая эскадрилья вертолётов Lynx, 12 вертолётов Lynx AH.9) — с 1 января 1990 года
    - 3-е звено[англ.] (4 вертолёта Gazelle AH.1)

  - Школа армейской авиации, Миддл-Уоллоп[англ.], Великобритания
    - 670-я эскадрилья[англ.], Миддл-Уоллоп[англ.], Великобритания (оперативная учебная, 12 вертолётов Gazelle AH.1) — образована в 1989 году
    - 671-я эскадрилья[англ.], Миддл-Уоллоп[англ.], Великобритания (8 вертолётов Gazelle AH.1, 8 вертолётов Lynx AH.7)
    - Школа рабочих (обучение наземного обслуживающего персонала)

  - 660-я эскадрилья[англ.], Сек-Конг[англ.], Гонконг (12 вертолётов Scout AH.1, поддержка Британских войск в Гонконге[англ.], два вертолёта Scout AH.1 в составе британского контингента в Брунее[англ.])
    - Звено C 660-й эскадрильи, Андуки[англ.], Сериа, Бруней (2 вертолёта Scout AH.1)

  - 664-я эскадрилья[англ.], Казармы Сент-Джордж[англ.], Минден, ФРГ (разведывательная, 12 вертолётов Gazelle AH.1, поддержка 1-го армейского корпуса[англ.])
  - Испытательная эскадрилья, Миддл-Уоллоп[англ.], Великобритания (12 вертолётов AH.1, подчиняется директору Корпуса армейской авиации) — 667-я испытательная эскадрилья с 1 апреля 1990 года
  - 3-е звено[англ.], Гатов[англ.], Западный Берлин, ФРГ (4 вертолёта Gazelle AH.1, поддержка Берлинской пехотной бригады[англ.])
  - 8-е звено[англ.], Стирлинг-Лайнс, Херфорд, Великобритания (4 вертолёта A109A Hirundo, поддержка Особой воздушной службы)
  - 12-е звено[англ.], Вильденрат[англ.], ФРГ (4 вертолёта Gazelle AH.1, поддержка британского контингента на Рейне)
  - 16-е звено[англ.], Кингсфилд[англ.], Акротири и Декелия, Республика Кипр (4 вертолёта Gazelle AH.1, поддержка британского контингента на Кипре[англ.])
  - 25-е звено[англ.], Казармы Прайс[англ.], Белиз (4 вертолёта Gazelle AH.1, поддержка учебного батальона британских войск в Белизе[англ.])
  - 29-е звено[англ.], Саффилд[англ.], Канада (4 вертолёта Gazelle AH.1, поддержка учебного подразделения британских войск в Саффилде[англ.])
  - Звено ВСООНК[англ.], Никосия (4 вертолёта Gazelle AH.1, поддержка ВСООНК)

#### Война против терроризма
С 2006 года основным ударным вертолётом Корпуса является Westland Apache AH.1. С 2006 года эти вертолёты участвуют в операции в Афганистане в составе контингента НАТО.

## Современность

### Личный состав
Численность Корпуса армейской авиации составляет 2 тысячи человек его регулярного персонала (в том числе 500 офицеров). Также с Корпусом работают около 2600 человек из Королевского логистического корпуса и Корпуса королевских электриков и механиков, что доводит общую численность личного состава до 4600 человек. С октября 2011 года талисманом является белоголовый орлан Зефир (англ. Zephyr).

### Техника
На вооружении Корпуса армейской авиации есть летательные аппараты с неподвижным крылом и винтокрылые летательные аппараты. Используется та же система обозначения, что и в британских ВВС и морской авиации. Используемые летательные аппараты с неподвижным крылом — Britten-Norman Islander AL1 и Britten-Norman Defender AL1/AL2/T3. Они обеспечивают функционирование связи, ограниченно используются для переброски личного состава. В качестве учебного используется Grob Tutor в 674-й учебной эскадрилье.
Винтокрылые летательные аппараты составляют подавляющую часть авиапарка Корпуса: это четыре типа вертолёта с несколькими подвариантами для разных функций и ролей. Обучение проходит в оборонной школе пилотов вертолётов в Шоубери. В школе работают гражданские и военные инструкторы, которые обучают курсантов лётному делу, полётам по приборам, навигации, полётам в формациях и командованию воздушным судном. Основными вертолётами Корпуса являются Bell 212HP AH1,, 
Eurocopter AS365N3 Dauphin II, Eurocopter Squirrel HT2, Westland Gazelle AH1, Westland Lynx AH9A и AgustaWestland Apache AH1.
Всего в распоряжении Корпуса армейской авиации Британской армии в 2010-е годы числились следующие летательные аппараты:
| Изображение | Тип                                  | Производство   | Назначение            | Количество | Примечания                                                                                   |
| Самолёты    | Самолёты                             | Самолёты       | Самолёты              | Самолёты   | Самолёты                                                                                     |
| ----------- | ------------------------------------ | -------------- | --------------------- | ---------- | -------------------------------------------------------------------------------------------- |
|             | Britten-Norman Islander BN-2T (AL.1) | Великобритания | общего назначения     | 16         |                                                                                              |
|             | Britten-Norman Defender AL1/AL2/AL3  | Великобритания | общего назначения     |            |                                                                                              |
| Вертолёты   |                                      |                |                       |            |                                                                                              |
|             | Agusta AW109A                        | Италия         | многоцелевой вертолёт | 4          |                                                                                              |
|             | AgustaWestland WAH-64D               | Великобритания | ударный вертолёт      | 59         | версия американского AH-64D Apache Longbow, по лицензии производилась в Великобритании       |
|             | Boeing Helicopter WAH-64D            | США            | ударный вертолёт      | 8          |                                                                                              |
|             | Bell 212HP AH.1                      | США            | многоцелевой вертолёт | 3          |                                                                                              |
|             | Westland Gazelle AH.1                | Великобритания | многоцелевой вертолёт | 73         | версия французского Aérospatiale SA 341B Gazelle, по лицензии производилась в Великобритании |
|             | Westland Lynx AH.7A                  | Великобритания | многоцелевой вертолёт | 68         |                                                                                              |
|             | Westland Lynx AH.9A                  | Великобритания | многоцелевой вертолёт | 26         |                                                                                              |
|             | AgustaWestland Wildcat AH.1          | Великобритания | многоцелевой вертолёт |            | модификация Westland Super Lynx                                                              |
|             | Eurocopter AS365N3 Dauphin II        | Франция        | многоцелевой вертолёт |            |                                                                                              |
|             | Eurocopter Squirrel HT2              | Франция        | многоцелевой вертолёт |            |                                                                                              |

### Структура
- 1-й полк[англ.] (вертолёты Wildcat)
  - 652-я эскадрилья[англ.]
  - 659-я эскадрилья[англ.] (до августа 1947 — 659-я эскадрилья ВВС[англ.])
  - 661-я эскадрилья[англ.]
- 2-й учебный полк[англ.]
  - 668-я учебная эскадрилья[англ.] (до ноября 1945 — 668-я эскадрилья ВВС[англ.])
  - 676-я эскадрилья[англ.]
- 3-й полк «Апач»[англ.] (Объединённое вертолётное командование[англ.], вертолёты Apache)
  - 653-я эскадрилья[англ.] (оперативная учебная с 2015 года)[26]
  - 662-я эскадрилья[англ.]
  - 663-я эскадрилья[англ.]
- 4-й полк «Апач»[англ.] (Объединённое вертолётное командование[англ.], вертолёты Apache)
  - 656-я эскадрилья[англ.]
  - 664-я эскадрилья[англ.]
- 5-й полк[англ.] (вертолёты Gazelle и Defender)
  - 651-я эскадрилья[англ.] (до сентября 1957 — 651-я эскадрилья ВВС[англ.])
  - 655-я эскадрилья[англ.] (до июля 1945 — 665-я эскадрилья ВВС Канады[англ.])
- 6-й полк[англ.] (в Армейском резерве[англ.])
  - 675-я эскадрилья (стрелков)[англ.]
  - 677-я эскадрилья (Саффолкских и Норфолских йоменов)[англ.]
  - 678-я эскадрилья (стрелков)[англ.]
  - 679-я эскадрилья (герцога Коннахтского)[англ.]
- 7-й полк[англ.]
  - 670-я учебная эскадрилья[англ.] (до июля 1946 — 670-я эскадрилья ВВС[англ.])
  - 671-я учебная эскадрилья[англ.] (до июля 1946 — 670-я эскадрилья ВВС[англ.])

#### Крыло объединённых специальных сил авиации[англ.]
- 658-я учебная эскадрилья[англ.] (Стирлинг-Лайнс)

#### Отдельные части
- 7-е звено[англ.] (Бруней)
- 25-е звено[англ.] (Миддл-Уоллоп[англ.])
- 29-е звено[англ.] (Альберта, Канада)
- 660-я эскадрилья[англ.] (часть Оборонной школы пилотов вертолётов[англ.])
- 667-я эскадрилья[англ.] (лётные испытания)
- 674-я эскадрилья[англ.] (Оборонная школа базового лётного обучения)
- Оркестр Корпуса армейской авиации
- Армейская лётная группа оценивания
- Звено исторической авиации Британской армии[англ.]
- Вертолётная аэробатическая группа Blue Eagles
- Парашютная показательная группа

## Опознавательные знаки
На фюзеляжах самолётов и вертолётов армейской авиации Великобритании, наряду со стандартными опознавательными знаками военно-воздушных сил, наносится надпись ARMY (с англ. — «Армия»), обозначающая принадлежность к Британской армии (Сухопутным войскам).
| Опознавательный знак | Знак на фюзеляж | Знак на киль | Где использовался                 |
| -------------------- | --------------- | ------------ | --------------------------------- |
|                      |                 |              | стандартные опознавательные знаки |
|                      |                 |              | вариант уменьшенной видимости     |
|                      |                 |              | вариант уменьшенной видимости     |

## Знаки различия
Знаки различия соответствуют знакам Британской армии, звания почти полностью совпадают с аналогичными званиями Британской армии.

### Генералы и офицеры
| Категории               | Генералы           | Генералы      | Генералы  | Старшие офицеры | Старшие офицеры    | Старшие офицеры | Младшие офицеры | Младшие офицеры | Младшие офицеры   |
| ----------------------- | ------------------ | ------------- | --------- | --------------- | ------------------ | --------------- | --------------- | --------------- | ----------------- |
|                         |                    |               |           |                 |                    |                 |                 |                 |                   |
| Английское звание       | Lieutenant General | Major General | Brigadier | Colonel         | Lieutenant Colonel | Major           | Captain         | Lieutenant      | Second Lieutenant |
| Российское соответствие | Генерал-лейтенант  | Генерал-майор | нет       | Полковник       | Подполковник       | Майор           | Капитан         | Лейтенант       | Младший лейтенант |

### Сержанты и солдаты
| Категории               | Подофицеры              | Подофицеры              | Сержанты и старшины | Сержанты и старшины | Сержанты и старшины | Солдаты        | Солдаты    |
| ----------------------- | ----------------------- | ----------------------- | ------------------- | ------------------- | ------------------- | -------------- | ---------- |
|                         |                         |                         |                     |                     |                     |                |            |
| Английское звание       | Warrant Officer Class 1 | Warrant Officer Class 2 | Staff Sergeant      | Sergeant            | Corporal            | Lance Corporal | Airtrooper |
| Российское соответствие | Старший прапорщик       | Прапорщик               | Старший сержант     | Сержант             | Младший сержант     | Ефрейтор       | Рядовой    |

## Боевые почести
Корпус армейской авиации классифицируется в Великобритании как род войск. У Корпуса есть, помимо собственной кокарды и собственных знамён, следующие боевые почести:
- Normandy Landings 1944
- Merville Battery 1944
- Rhine 1945
- North West Europe 1944 - 45
- Sicily 1943
- Pegasus Bridge
- Arnhem 1944
- Southern France
- Falkland Islands 1982
- Wadi al Batin 1991[англ.]
- Gulf 1991[англ.]
- Al-Basrah
- Iraq 2003